# Іванівка (Іванівський старостинський округ, Барвінківська міська громада)
Іва́нівка —  село в Україні, у Барвінківській міській громаді Ізюмського району Харківської області. Населення становить 752 осіб. До 2020 орган місцевого самоврядування — Іванівська сільська рада.

## Географія
Село Іванівка знаходиться між селами Велика Андріївка і Червона Поляна на відстані ~ 3 км. Північна частина села — це приєднане село Грушівське. В селі кілька ставків.
Село розташоване на водорозділі річок Сухий Торець і Берека за 15 км від районного центру та за 9 км від залізничної станції Язикове на лінії Слов'янськ — Лозова.

## Історія
Перші відомості про село сягають аж у 1745 рік. У 1775 році тут діяв загін гайдамаків, який напав на оселю поміщика, а згодом зник у Запорізьких степах.
Більш відоме це село стає з 1860 року, коли навколишні землі належали поміщику Антонову, який сам проживав у Санкт-Петербурзі. У нього було три сини: Андрій, Данило та Іван, котрий був найменшим. Коли пан Антонов занедужав, то він свої землі розділив між синами. А тому й навколишні села дістали назви Велика та Мала Андріївки, Данилівка та Іванівка.
Іван Антонов дуже полюбив цю місцевість, а тому й залишився жити в селі. В центрі села він вибудував собі будинок на 16 кімнат, де він і проживав разом із сім'єю. За переказами, Іван був дуже гарним господарем, який посадив у селі величезний фруктовий сад. Займався він і розведенням риби, для чого загатив навколо села аж п'ять ставків. Садибу Івана оточував чудовий дендропарк з дерев'яними статуями та різноманітними зонами відпочинку. Навколо Іванівки засновано чотири хутори, про які нині залишилися лише згадки.
У травні 1942 року на околицях Іванівки розгорівся запеклий бій між бійцями 96-го окремого саперного батальйону з відбірними частинами 6-ї німецької армії під командуванням Паулюса. У цьому бою загинуло близько 300 радянських воїнів. Про це стало відомо з документів, знайдених іванівськими школярами на місці трагедії у травні 1962 року. Разом із документами було знайдено й прапор батальйону.
Ці бойові реліквії було відправлено до Ленінградського військово-інженерного історичного музею. У свій час ця подія широко висвітлювалася на сторінках республіканських і обласних газет, була стаття в журналі «Огонёк».
На фронтах Німецько-радянської війни воювало 140 іванівців, з яких загинуло 76 осіб, а бойовими орденами і медалями нагороджено 92 односельця. Іванівці свято шанують імена учасників війни, тих, хто загинув у 1943 році при звільненні села, а також воїнів, що полягли смертю хоробрих на іванівській землі в травні 1942 року у так званому "Барвінківському мішку".
12 червня 2020 року, відповідно до Розпорядження Кабінету Міністрів України  № 725-р «Про визначення адміністративних центрів та затвердження територій територіальних громад Харківської області», увійшло до складу Барвінківської міської територіальної громади.
19 липня 2020 року, в результаті адміністративно-територіальної реформи та ліквідації Барвінківського району, село увійшло до складу Ізюмського району.

## Сьогодення
В Іванівці працює загальноосвітня школа, де навчається 175 учнів й трудиться 20 педагогічних працівників. Функціонує Будинок культури, бібліотека, до послуг жителів села відділення поштового зв'язку, АТС, ФАП, магазини.

## Пам'ятки
З археологічних пам'яток в с. Іванівка існує Курган-гора, з якою пов'язано безліч легенд. У районі колишнього с. Мала Андріївка зафіксовано чотири кургани висотою 0,5—1,5 м. На північ від с. Ставкова Балка знаходиться два кургани висотою 2,4 м. Подібні поховання виявлені і на околицях інших сіл сільради.

## Відомі люди
У селі довгий час працював директором радгоспу «Барвінківський» Герой Соціалістичної Праці Володимир Семенович Михайлов. Пам'ятають у селі й ще одного директора радгоспу Анатолія Юхимовича Страхова, який багато зробив для соціально-культурного розвитку села.